# Robert Lynen
Robert Lynen (Sarrogna, 24 maggio 1920 – Karlsruhe, 1º  aprile 1944) è stato un attore e partigiano francese.

## Biografia

### Carriera d'attore
Nato in una famiglia di artisti (il padre era pittore, la madre cantante e pianista) trascorse la prima infanzia nella provincia natale, ove i genitori allevavano animali. Nel 1923 la famiglia si trasferì a Parigi, ove il padre divenne disegnatore industriale.
All'età di 12 anni, mentre frequentava la Scuola di Spettacolo, venne notato da Julien Duvivier e dopo qualche provino fu ingaggiato per ricoprire il ruolo principale nel film Pel di carota, diretto dallo stesso Duvivier. In seguito al successo del film, egli divenne una vera e propria vedette del cinema francese, girando:
- Le Petit Roi, 1933
- La Belle Équipe, 1936
- L'Homme du jour, 1936
- Carnet di ballo (Un carnet de bal), 1937

tutti diretti da Duvivier.
Nel frattempo ricoprì il ruolo di Rémy nell'adattamento cinematografico dell'opera di Hector Malot, Senza famiglia (1934), diretto da Marc Allégret.
Passò quindi alla regia di Robert Siodmak nel film Il capitano Mollenard, nel 1937, poi recitò in Le Fraudeur di Léopold Simons.
Nel 1938 prese parte a Éducation de Prince, quindi, a 18 anni fu il protagonista del film Le Petit Chose, tratto dal romanzo di Alphonse Daudet e diretto da Maurice Cloche, poi, sempre sotto la regia di Cloche, partecipò a La vie est magnifique.

### Seconda guerra mondiale
Nel 1940, ventenne, lo si vide in Espoirs di Willy Rozier, quindi partì per il chantier de jeunesse (una sorta di servizio sostitutivo di quello militare, instaurato nella Repubblica di Vichy) ed entrò a far parte della Resistenza francese.
Nel 1941 partì per una tournée teatrale e girò il suo ultimo film Cap au large di Jean-Paul Paulin.
Divenne quindi sottotenente delle Forze armate francesi nella rete Alliance. Effettuò numerose missioni prima di essere arrestato dalla Gestapo a Cassis il 7 febbraio 1943.
Torturato, venne deportato in Germania e dopo alcuni mesi di detenzione e due tentativi di evasione, fu condannato a morte da un tribunale militare e fucilato il 1º aprile 1944 a Karlsruhe, insieme a quattordici altri membri della rete cui agli stesso apparteneva.
La salma, interrata in una fossa comune, fu rimpatriata in Francia nel 1947 ed inumata nel quadrato militare del cimitero di Gentilly.